# Hrvoje Požar
Hrvoje Požar (Knin, 5. srpnja 1916. – Zagreb, 30. lipnja 1991.), elektroenergetičar, inženjer, doktor tehničkih znanosti, sveučilišni profesor, vrhunski svjetski znanstvenik, enciklopedist i hrvatski akademik.

## Životopis
Hrvoje Požar rodio se u Kninu gdje je završio osnovnu školu. Gimnaziju je pohađao najprije u Šibeniku, a potom i u I. realnoj gimnaziji, u Zagrebu gdje je maturirao 1934. Godine 1939. diplomirao je na Elektrotehničkom fakultetu u Zagrebu i postao inženjer elektrotehnike. Nakon završetka studija radio je na raznim odgovornim rukovodećim dužnostima u elektroenergetici.
Godine 1950. počeo je honorarno predavati na Elektrotehničkom fakultetu u Zagrebu, 1955. godine stekao je doktorat tehničkih znanosti s disertacijom Veličina izgradnje hidroelektrane. Godine 1961. postao je redovni profesor na Elektrotehničkom fakultetu u Zagrebu, a 1965. postao izvanredni član tadašnje Jugoslavenske akademije znanosti i umjetnosti, te je bio je glavni urednik Tehničke enciklopedije od 6. do 12. sveska, do svoje smrti. Do svoje smrti obavljao je dužnost glavnog tajnika Hrvatske akademije znanosti i umjetnosti. Bio je prorektor zagrebačkog Sveučilišta. Zajedno s rektorom Ivanom Supekom i prorektorom Nikšom Allegrettijem zaslužan za osnivanje Sveučilišnog računskog centra.
Objavio je preko 330 znanstvenih i stručnih radova te studija, skripata i knjiga s područja energetike, ukupno blizu trideset tisuća stranica. 
U čast Hrvoju Požaru Vlada Republike Hrvatske je Energetski institut nazvala po njemu.
Godine 2003. godine objavljena je knjiga "Hrvoje Požar, velikan energetike i moderne sveučilišne nastave 1916. – 1991." koja osim o njegovom životu, govori i o njegovoj bogatoj karijeri te značajnim radovima. 